# Olapa minima
Olapa minima är en fjärilsart som beskrevs av Erich Martin Hering 1926. Olapa minima ingår i släktet Olapa och familjen tofsspinnare. Inga underarter finns listade i Catalogue of Life.